# بين سوموزا
بين سوموزا (بالإنجليزية: Ben Somoza)‏ هو لاعب كرة قدم ومدرب كرة قدم أمريكي في مركز الوسط، ولد في 16 أغسطس 1979 في سياتل في الولايات المتحدة. لعب مع Portland Timbers (2001–2010) ‏.